# التنكس العصبي المصاحب لتراكم الحديد في الدماغ
التنكس العصبي المصاحب لتراكم الحديد في الدماغ، هو مجموعة اضطرابات عصبية موروثة ما تزال قيد البحث. يتراكم الحديد في سياق هذه الاضطرابات في العقد القاعدية ما يؤدي إلى أحد المظاهر التالية: خلل التوتر العضلي المترقي أو الباركنسونية أو فرط التوتر التشنجي أو ضمور العصب البصري أو تنكس الشبكية أو اضطرابات عصبية نفسية أو اعتلالات عصبية مختلفة أخرى.
ارتبطت بعض اضطرابات التنكس العصبي المصاحب لتراكم الحديد في الدماغ بالعديد من جينات المشابك والمسارات الأيضية للدهون. لا يصنف التنكس العصبي المصاحب لتراكم الحديد في الدماغ باعتباره مرض واحد، بل هو مجموعة اضطرابات تتميز بتراكم الحديد في الدماغ، وقد يترافق بتورم في محاوير الجهاز العصبي المركزي. قد تشاهد ترسبات الحديد في أي مكان في الدماغ، ولكنها تتراكم عادةً في الكرة الشاحبة والمادة السوداء والجزء الشبكي والجسم المخطط والنواة المسننة في المخيخ. تتضمن الأعراض مزيج متنوع من الاضطرابات الحركية المختلفة والمشاكل العصبية النفسية والنوبات الصرعية والاضطرابات البصرية والتدهور المعرفي. تنجم اضطرابات التنكس العصبي المصاحب لتراكم الحديد في الدماغ عن العديد من الطفرات المحتملة. تحدث تلك الطفرات في الجينات التي تشارك بشكل مباشر في استقلاب الحديد و/ أو أمراض الفوسفوليبيد و/ أو استقلاب السيراميد و/ أو اضطرابات الأجسام الحالة، وطفرات جينات أخرى مجهولة الوظيفة. قد يظهر المرض في أي مرحلة عمرية بدءًا من الطفولة المبكرة.

## أشكال المرض
| الشكل                                        | الجين    | نمط التوريث                |
| تنكس عصبي مرتبط بكيناز البانتوثينات          | PANK2    | وراثة جسمية متنحية         |
| تنكس عصبي مرتبط بطفرات PLA2G6                | PLA2G6   | وراثة جسمية متنحية         |
| تنكس عصبي مرتبط ببروتين غشاء الميتوكوندريا   | C19orf12 | وراثة جسمية متنحية         |
| تنكس عصبي مرتبط بالبروتين المروحي بيتا       | WDR45    | وراثة سائدة مرتبطة بالصبغي |
| تنكس عصبي مرتبط بهيدروكسيلاز الأحماض الدهنية | FA2H     | وراثة جسمية متنحية         |
| متلازمة كفر راكب                             | ATP13A2  | وراثة جسمية متنحية         |
| اعتلال عصبي بالفيريتين                       | FTL      | وراثة جسمية سائدة          |
| فقد سيرولوبلاسمين الدم                       | CP       | وراثة جسمية متنحية         |
| متلازمة وودهاوس ساكاتي                       | DCAF17   | وراثة جسمية متنحية         |
| تنكس عصبي مرتبط ببروتين كوساي                | COASY    | وراثة جسمية متنحية         |
| تنكس عصبي مرتبط بتراكم الحديد في الدماغ- 7   | REPS1    | وراثة جسمية متنحية         |
| تنكس عصبي مرتبط بتراكم الحديد في الدماغ- 8   | CRAT     | وراثة جسمية متنحية         |

## التشخيص
تتضمن الوسائل التشخيصية التصوير المقطعي لناقلات الدوبامين وتخطيط الصدى الدوبلري عبر الجمجمة والتصوير المقطعي بالإصدار البوزيتروني والتصوير بالرنين المغناطيسي في بعض الحالات. تستخدم الاستقصاءات آنفة الذكر للتمييز بين الأشكال المختلفة للمرض بسبب تراكم الحديد في مناطق مختلفة من الدماغ، ويعتمد اختيار الاستقصاء المشخص على الأعراض. ينقسم المرض عادةً إلى نوعين مختلفتين: بداية باكرة وترقي سريع للمرض أو بداية متأخرة وترقي بطيء. يوصف النوع الأول بأنه الشكل الكلاسيكي النمطي للمرض، بينما يعتبر النوع الثاني غير نمطي. قد تعتمد الأنماط الظاهرية المختلفة للمرض على العمر؛ أي على مقدار تراكم الحديد ومستوى القدرات المعرفية.

## العلاج
لم يعثر الباحثون لغاية الآن على علاج فعال للمرض. أبدى التنبيه الكهربائي للكرة الشاحبة تحسن في شدة خلل التوتر العضلي في كثير من الحالات، ولكنه لم يفيد في تأخير التنكس العصبي. تتداخل الأنماط الظاهرية للأعراض بين الأشكال المختلفة للمرض إضافةً لتداخلها مع الاضطرابات الأخرى، وهذا قد يساهم بوضع تشخيص خاطئ لحالة المريض. تفيد العلاجات المستخدمة في التخلص من الأعراض أو تخفف من حدتها، ولكنها لا تعالج السبب الأساسي للمرض -أي تراكم الحديد. تستخدم الأدوية النفسية لعلاج الأعراض، كالأدوية الدوبامينية ومضادات الكولين والتيترابينازين. تساهم الأدوية السابقة بعلاج الأعراض، لكنها لا تحسن سير المرض على المدى الطويل.